# Lista de bandeiras nigerinas
Esta é uma lista de bandeiras usadas no Níger.

## Bandeira nacional
| Bandeira | Data            | Uso               | Descrição                                                                                       |
| -------- | --------------- | ----------------- | ----------------------------------------------------------------------------------------------- |
|          | 1959 - presente | Bandeira do Níger | Uma tribanda horizontal de laranja, branco e verde; carregada com um círculo laranja no centro. |

## Bandeiras étnicas
| Bandeira | Data         | Uso                  | Descrição |
| -------- | ------------ | -------------------- | --- |
|          | ? - presente | Bandeira dos hauçás  | Um campo branco com um Dagin Arewa no centro. Usado extraoficialmente para representar o hauçá.                                             |
|          | ? - presente | Bandeira dos canúris | Uma tribanda horizontal de azul, amarelo e verde com uma estrela amarela na faixa verde.                                                    |
|          | ? - presente | Bandeira dos tubus   | Uma bicolor horizontal de amarelo e azul com uma estrela preta no centro.                                                                   |
|          | ? - presente | Bandeira dos dazas   | Uma faixa horizontal bicolor de amarelo e preto dividida por duas linhas de vermelho e azul e uma estrela preta no centro da faixa amarela. |

## Bandeiras políticas
| Bandeira | Data            | Uso                                             | Descrição                                                                  |
| -------- | --------------- | ----------------------------------------------- | -------------------------------------------------------------------------- |
|          | 2015 - presente | Bandeira do Movimento Patriótico pela República | um bicolor vertical de laranja e branco com um sol laranja na faixa branca |

## Bandeiras militares
| Bandeira | Data            | Uso                                            | Descrição |
| -------- | --------------- | ---------------------------------------------- | --- |
|          | 1961 - presente | Bandeira das Forças Armadas do Níger (anverso) | Uma tribanda horizontal de laranja, branco e verde; carregada com um círculo laranja no centro, 4 sóis com trigo, uma borda dourada, o nome do país e o lema: “Fraternidade, Progresso, Trabalho”. |
|          | 1961 - presente | Bandeira das Forças Armadas do Níger (reverso) | Uma tribanda horizontal de laranja, branco e verde; carregada com um círculo laranja no centro, 4 sóis com trigo, uma borda dourada e o nome das forças armadas.                                   |
|          | 1962 - presente | Bandeira da Gendarmaria Nacional               | Uma bicolor vertical de verde e laranja com uma borda branca, um sol branco com trigo e o nome da Gendarmaria Nacional.                                                                            |
|          | 1999 - presente | Bandeira da Polícia Nacional                   | uma tribanda diagonal de laranja, branco e verde com um sol laranja com raios amarelos no centro, uma borda dourada e o nome da Polícia Nacional.                                                  |

## Bandeiras históricas

### Império de Canem
| Bandeira | Data        | Uso                          | Descrição                                               |
| -------- | ----------- | ---------------------------- | ------------------------------------------------------- |
|          | 700 - 1380  | Bandeira do Império de Canem | Um campo branco com uma palmeira verde no centro.       |
|          | 1380 - 1890 | Bandeira do Império de Bornu | Um campo marrom com uma lua crescente branca no centro. |

### Domínio francês
| Bandeira | Data                    | Uso                         | Descrição                                                                                      |
| -------- | ----------------------- | --------------------------- | ---------------------------------------------------------------------------------------------- |
|          | 1890 - 1940 1944 - 1959 | Bandeira da França          | Um tricolor vertical de azul, branco e vermelho (proporções 3:2).                              |
|          | 1940 - 1942             | Bandeira da França de Vichy | Uma bandeira tricolor vertical de azul, branco e vermelho com o machado e 7 estrelas douradas. |
|          | 1943 - 1944             | Bandeira da França Livre    | Uma bandeira tricolor vertical de azul, branco e vermelho com a Cruz de Lorena.                |